# Yasuhiro Higuchi
Yasuhiro Higuchi (født 5. maj 1961) er en tidligere japansk fodboldspiller og træner.
Han har spillet for flere forskellige klubber i sin karriere, herunder Nissan Motors.
Han har tidligere trænet Omiya Ardija, Yokohama F. Marinos og Ventforet Kofu.